# Ponte Alta do Norte
Ponte Alta do Norte este un oraș în Santa Catarina (SC), Brazilia.